# Chardon-Marie
Silybum marianum
Pour les articles homonymes, voir Marie.
Espèce
Classification phylogénétique
Le Chardon-Marie (Silybum marianum) est une espèce de plantes à fleurs de la famille des astéracées (ou Composées), seul représentant connu du genre Silybum (certains auteurs mentionnent cependant une seconde espèce, Silybum eburneum).

## Description
Silybum marianum est facilement reconnaissable à ses feuilles vert pâle brillantes et épineuses marbrées de blanc.

## Habitats
Le Chardon-Marie affectionne particulièrement les lieux secs et ensoleillés, souvent sur sol acide. Très fréquent sur le pourtour méditerranéen, il est pratiquement absent au nord de la Loire (à l'exception des côtes atlantiques[Où ?]) et ne dépasse en principe pas 700 m. d'altitude. Il peut se trouver également en Europe du Sud, Asie Occidentale, Afrique du Nord, Australie et Amérique du Nord.

## Les noms de la plante

### Une légende mariale

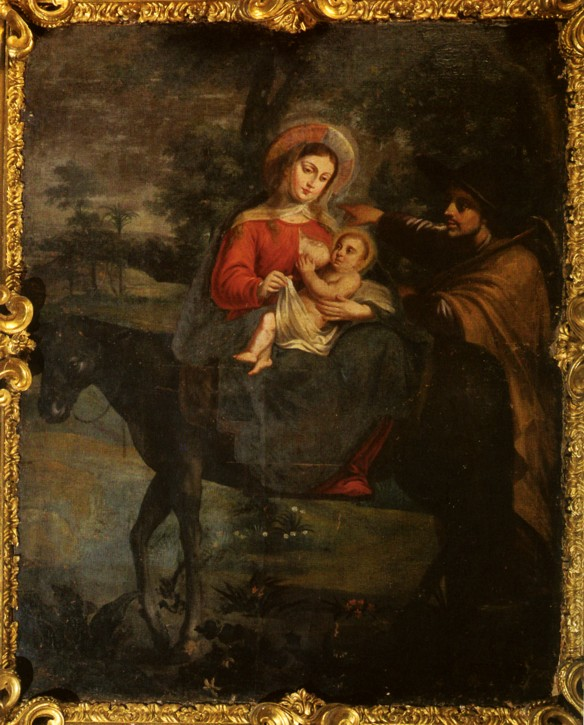
La Vierge allaitant lors de la Fuite en Égypte, par André Gonçalves (c. 1755).

Le terme Silybum a désigné en latin et en grec (silybon et sillybon) un chardon comestible.
Le qualificatif marianum est lié à la Vierge Marie : une légende veut que celle-ci, voyageant de Judée en Égypte pour échapper à Hérode, aurait caché l'Enfant Jésus sous un bosquet de chardons, où elle lui aurait donné le sein. Quelques gouttes de son lait tombèrent sur les feuilles, d'où les nervures blanches caractéristiques à cette espèce. Cette légende est peut-être également à l'origine d'une indication traditionnelle dont l'efficacité n'a jamais été démontrée et qui voulait que la plante favorise la lactation en vertu de la théorie des signatures.

### Noms vernaculaires
En français : chardon-Marie, artichaut sauvage, chardon argenté, chardon de Notre-Dame, chardon marbré, épine blanche, lait de Notre-Dame, silybe de Marie.
Allemand : Mariendistel. Anglais : Blessed milkthistle. Espagnol : cardo mariano. Italien : Cardo mariano, cardo di Santa Maria.

## Description

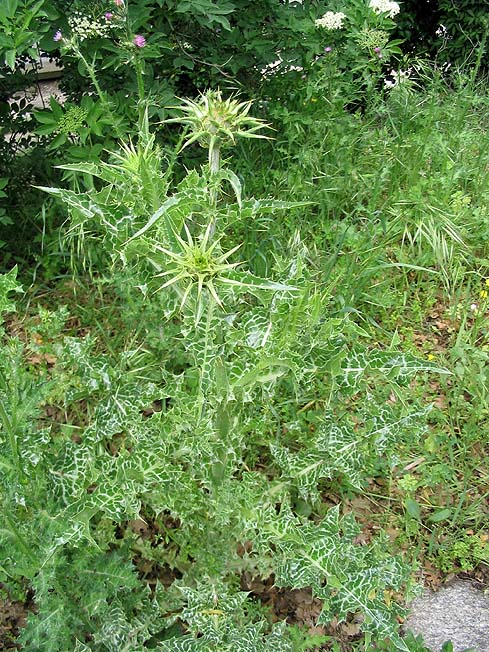
Vue générale de la plante.

Plante bisannuelle, robuste, de grande taille, dépassant le plus souvent 1 m, à tige non ailée. La racine est pivotante, longue, épaisse, fibreuse et la tige est cylindrique , robuste, souvent rameuse.
Ses grandes feuilles alternes sans stipule sont vert pâle brillantes, pennatilobées et ondulées, et sont bordées de dents épineuses dures à pointe jaune très acérée. Celles de la base sont pétiolées, en rosette, très grandes (jusqu'à 40 cm). Les supérieures sont plus petites et plus étroites, engainantes. Toutes présentent à l'avers de nombreuses nervures blanches, donnant l'impression que la feuille est maculée de lait.
En Été, les capitules, souvent solitaires, peuvent aussi être groupés en racèmes. Ils sont entourés de grandes bractées recourbées, à extrémité très acérée, chaque bractée ayant elle-même un pourtour de petites épines. Les fleurons, tous tubulés et à cinq lobes, sont de couleur pourpre violacé. Les fruits sont des akènes luisants et comprimés, noirs ou marbrés de jaune, surmontés d'une aigrette denticulée en anneau à leur base. Ils ressemblent à des graines de tournesol. Floraison à la fin du printemps, entre mai et août.

## Composants
Le chardon-marie est composé de lipides/huile grasse (dans les graines), des flavonolignanes et des flavonoïdes (Nom général : Silymarine avec son composé principal la silybine) des dérivés phénoliques, des mucilages, tocophérol, stérols.

## Le chardon-Marie dans l'histoire

### Dans l'Antiquité
Les Grecs de l'Antiquité connaissaient déjà les propriétés du chardon-Marie pour traiter les troubles hépatiques et biliaires. Pline l'Ancien recommandait de prendre le jus de la plante mélangé à du miel pour « éliminer les excès de bile ».

### Au Moyen Âge
Au Moyen Âge, on disait que le chardon-Marie pouvait chasser la « mélancolie » qu'on appelait également « bile noire » et qui était associée à diverses maladies d'origine hépatique ou reliées au foie.
Autres
Surtout aux États-Unis, les feuilles séchées ont été utilisées pour donner de l'appétit et stimuler la digestion. On leur a également reconnu des propriétés fébrifuges.
Au Maroc, on utilise le cœur de la fleur pour fabriquer du raïb traditionnel[réf. souhaitée].

## Usages modernes

### En gastronomie
Les Européens l'ont cultivé à des fins culinaires. On apprêtait les feuilles à la manière des épinards (après en avoir retiré les épines), les jeunes pousses (crues ou cuites) à la manière des asperges, les boutons floraux à la manière des artichauts et les graines torréfiées à la manière du café. Les racines à la fois tendres et charnues, se dégustent tout comme celles de salsifis. En Afrique du Nord, le pétiole et les nervures des feuilles peuvent être utilisées comme les cardes et la bette. Tout comme l'artichaut, le chardon-Marie a la réputation de stimuler le foie et de favoriser la circulation de la bile.
Un extrait de sa racine est parfois utilisé comme ingrédient actif dans les boissons énergisantes.

### Usages médicinaux

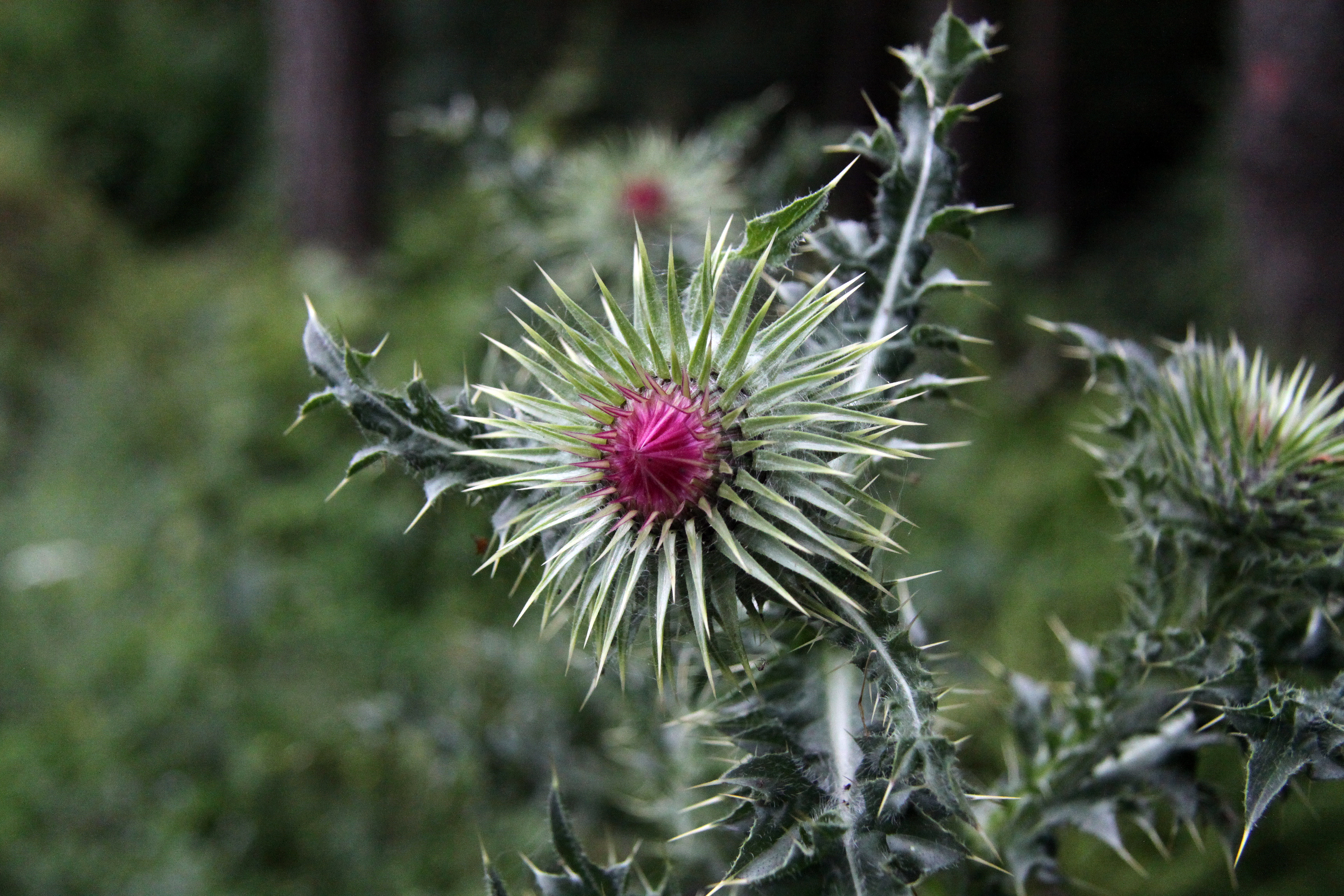
Fleurs.

Au XIXe siècle, les médecins de l'école éclectique américaine l'ont employé pour traiter les varices, les troubles menstruels et les congestions du foie, de la vésicule biliaire et des reins. En Europe, on trouve de nos jours le chardon-Marie dans plusieurs préparations pharmaceutiques destinées au traitement de divers troubles hépatiques et biliaires,.
En 1968, on isola de la plante un complexe flavonoïde (principalement composé de silybine, de silychristine et de silydianine) auquel on donna le nom de silymarine et qui est depuis considéré comme la substance active responsable des effets thérapeutiques du chardon-Marie. On trouve de la silymarine dans toutes les parties de la plante, mais elle est particulièrement concentrée dans les graines mûres utilisées broyées en infusion ou en poudre. Dans la plupart des essais cliniques, on a utilisé un extrait normalisé contenant de 70 % à 80 % de silymarine. Les extraits de chardon-Marie ont fait l'objet de très nombreuses études cliniques, notamment le produit Legalon, fabriqué par une compagnie allemande. L'utilisation d'une spécialité pharmaceutique à base de chardon-Marie est réservée au traitement symptomatique de l'intoxication par l'amanite phalloïde.

#### Dyspepsie
La Commission E et l’Organisation mondiale de la santé (OMS) reconnaissent l’usage des graines de chardon-Marie pour ce type de malaises digestifs. Le concept de dyspepsie est largement reconnu par la médecine. Il s'agit d'un ensemble complexe de symptômes digestifs plus ou moins directement liés à des troubles fonctionnels (c'est-à-dire sans lésion organique) du système hépatobiliaire. Jusqu'à récemment, à l'instar des herboristes, les médecins de formation classique soignaient généralement la dyspepsie à l'aide de substances amères, comme celles qu'on retrouve dans le chardon-Marie. En Europe, cette plante fait partie de plusieurs préparations pharmaceutiques destinées au traitement de divers troubles dyspepsiques d'origine hépatique et biliaire.

#### Maladies du foie

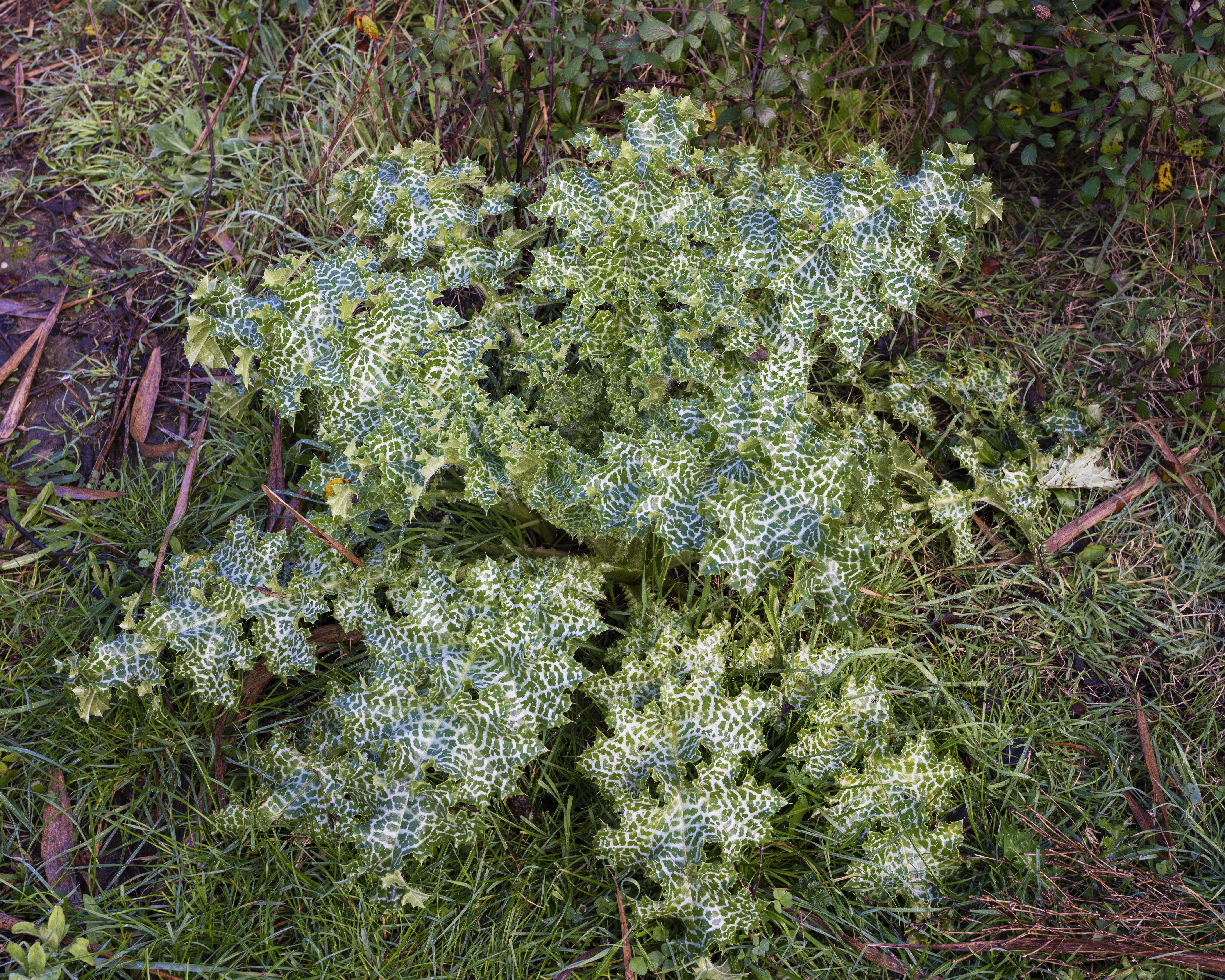
Vue générale.

En Allemagne, la Commission E approuve, en 1989 l'usage de l'extrait normalisé à 70 % de silymarine pour traiter les intoxications hépatiques et, comme adjuvant, l'hépatite et la cirrhose[réf. nécessaire]. En 2002, l’OMS reconnait sensiblement les mêmes usages[réf. nécessaire].
Les Européens considèrent généralement que la silymarine que renferme le chardon-Marie est l'une des substances hépatoprotectrices les plus puissantes[réf. nécessaire]. En médecine, on s'en sert pour la prévention et le traitement de divers troubles liés au foie : hépatite, cirrhose, calculs biliaires, ictère (jaunisse) et dommages hépatotoxiques[réf. nécessaire]. De l'avis des cliniciens qui s'en servent dans leur pratique, la silymarine peut régénérer les tissus abîmés du foie en plus de protéger cet organe contre les effets des toxines naturelles (champignons, morsures de serpents, piqûres d'insectes, alcool, etc.) ou synthétiques (solvants, produits de nettoyage, médicaments, etc.)[réf. nécessaire]. La silybine semble efficace dans le cas d'intoxication par de l'amanite phalloïde,,.
En 2000, l'Agency for Healthcare Research and Quality (AHRQ), une agence du gouvernement américain, a fait faire une synthèse des études cliniques ayant porté sur l'efficacité du chardon-Marie pour traiter les troubles du foie. Bien que les résultats de la majorité des 16 essais avec placebo analysés aient démontré la valeur thérapeutique du chardon-Marie, les auteurs de cette analyse ont conclu qu'on ne pouvait affirmer avec certitude que la plante était efficace. En effet, la majorité de ces études, menées pour la plupart dans les années 1970, présentaient une méthodologie qui ne répond pas entièrement aux normes actuelles de la recherche (inclusion de sujets souffrant de diverses maladies et absence de suivi de la consommation d'alcool, par exemple). Au cours de 12 de ces essais, les chercheurs ont utilisé un extrait normalisé fabriqué en Allemagne (Legalon)[réf. nécessaire].
Des sept essais avec placebo analysés par l'AHRQ et ayant porté sur les maladies hépatiques causées par l'alcool, cinq ont donné des résultats favorables en fonction d'au moins une des variables étudiées. Les résultats de deux des quatre études avec placebo menées sur la cirrhose du foie étaient favorables tandis que les deux autres indiquaient une tendance favorable, sans que les résultats soient statistiquement significatifs. Les quatre essais avec placebo menés sur l'hépatite virale ont donné des résultats contradictoires.
Par ailleurs, on a mené 17 études cliniques sans groupe placebo et il existe une multitude de rapports d'observation médicale dans lesquels on a consigné les résultats de traitements au chardon-Marie. La presque totalité de ces publications fait état de l'utilité de la plante pour le traitement de divers troubles hépatiques, bien que la méthodologie utilisée ne réponde pas à des critères fiables.
Une synthèse américaine, publiée en 2002, concluait que les données recueillies ne permettaient pas de déterminer si la plante était utile ou pas pour le traitement des troubles hépatiques[réf. nécessaire]. Des conclusions semblables ont été tirées d’une méta-analyse publiée en 2005 (13 essais cliniques, 915 individus)[réf. nécessaire]. Plusieurs autres études soulignent également la nécessité de faire de nouveaux essais cliniques de meilleure qualité afin d’évaluer l’efficacité du chardon-Marie dans le traitement des maladies du foie (hépatite B, C, cirrhose).
En 2010, l'équipe Inserm U955, spécialisée dans l'étude des maladies du foie à Créteil, a publié une étude in vitro prouvant que les extraits de Chardon-Marie inhibaient l'ARN polymérase du virus de l'hépatite C, ce qui reste à prouver in vivo, ces résultats n'étant pas directement transposables. Cette étude reprend les travaux de chercheurs américains qui ont étudié l'activité des 8 composés majeurs de l'extrait.

#### Autres usages médicinaux
Selon plusieurs essais préliminaires, le chardon-Marie aurait des effets immunomodulateurs. D'autres études de ce type avancent que la silymarine pourrait contribuer à prévenir ou à combattre l'arthrose et divers types de cancers.
Une étude randomisée en double aveugle de huit semaines comparant les effets d'un extrait de chardon-Marie et de la fluoxétine chez 35 adultes sujets au trouble obsessionnel compulsif n'a pas constaté de différence significative entre les deux groupes en termes de résultats et d'effets indésirables.
Le chardon-Marie diminuerait la glycémie mais le niveau de preuve reste faible.

## Caractéristiques
- Organes reproducteurs :
  - Type d'inflorescence : racème de capitules
  - répartition des sexes : hermaphrodite
  - Type de pollinisation : entomogame, autogame
  - Période de floraison : mai à août
- Graine :
  - Type de fruit : akène
  - Mode de dissémination : anémochore
- Habitat et répartition :
  - Habitat type : friches vivaces mésoxérophiles, subméditerranéennes
  - Aire de répartition : méditerranéen(eury)

Données d'après: Julve, Ph., 1998 ff. - Baseflor. Index botanique, écologique et chorologique de la flore de France. Version : 23 avril 2004.